# ماكس تايلر
ماكس تايلر (بالإنجليزية: Max Tyler)‏ هو سياسي أمريكي، ولد في 17 نوفمبر 1947. حزبياً، نشط في الحزب الديمقراطي. وقد انتخب عضو مجلس نواب كولورادو.